# Kristel Viigipuu
Kristel Viigipuu (ur. 19 sierpnia 1990) – estońska biathlonistka. W Pucharze Świata zadebiutowała 5 grudnia 2009 w sprincie, gdzie zajęła 108. miejsce.
Kristel Viigipuu bardzo dobrze spisywała się na MŚ juniorów w 2010 roku w szwedzkim Torsby. Zajęła tam 7. miejsce w biegu indywidualnym, 6. miejsce w sprincie oraz 25. miejsce w biegu pościgowym.
Wystartowała także na Igrzyskach Olimpijskich w Vancouver, gdzie zajęła 83. miejsce w sprincie i nie zakwalifikowała się do biegu pościgowego.
Na Mistrzostwach Świata w Biathlonie 2011 w Chanty-Mansijsku wystartowała w sprincie i w biegu indywidualnym. W sprincie zajęła 80. miejsce i nie zakwalifikowała się do biegu pościgowego. W biegu indywidualnym zajęła 55. miejsce mając na strzelnicy 5 karnych minut i przybiegając na metę ze stratą ponad 10 minut do zwyciężczyni Heleny Ekholm ze Szwecji.
Podczas biegu indywidualnego w Östersund w Szwecji w roku 2011 zdobyła swoje pierwsze punkty w karierze, zajmując 38. miejsce, ze stratą blisko 7 minut do zwyciężczyni - Darii Domrachevej z Białorusi. Spore znaczenie w tym osiągnięciu miało strzelanie Estonki – zanotowała tylko dwa pudła w całym biegu, oba podczas ostatniego strzelania.